# Leon Wasilewski

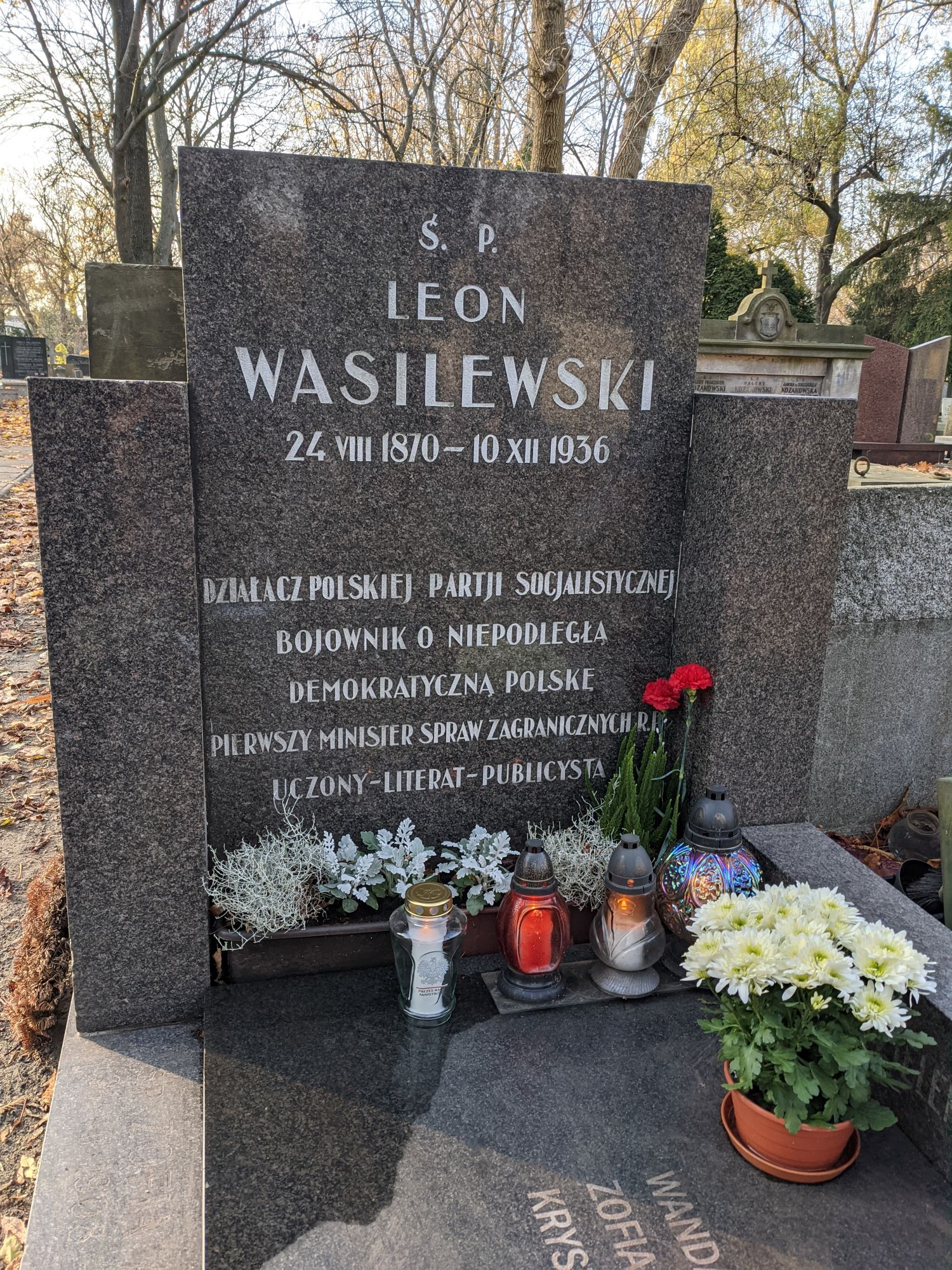
Grób Leona Wasilewskiego na Cmentarzu Powązkowskim w Warszawie

Leon Wasilewski (ur. 12 sierpnia?/24 sierpnia 1870 w Petersburgu, zm. 10 grudnia 1936 w Warszawie) – działacz PPS, bliski współpracownik Piłsudskiego, architekt polskiej polityki wschodniej u progu niepodległości. W latach 1918–1919 minister spraw zagranicznych II RP. Drugą z jego trzech córek była Wanda.

## Życiorys
Przodkowie Leona wywodzili się z Litwy. Początkowo nosili nazwisko Woyszwiłło. Pradziad Leona przeniósł się ze Żmudzi do Inflant polskich, a jego dziad Jerzy Woyszwiłło/Wasilewski (ur. ok. 1810) był organistą w Liksnie. Ojciec w 1868 został organistą przy kościele św. Stanisława w Petersburgu, ówczesnej stolicy Rosji.
Na przerwanych studiach we Lwowie poznał żonę, Wandę z Zieleniewskich, z którą miał potem trzy córki – pierwsza, Halszka, później major w Wojsku Polskim, urodziła się w Londynie, Wanda i Zofia Aldona w Krakowie.
Był członkiem Ligi Narodowej w latach 1893–1894. W 1893 wyjechał do Lwowa, gdzie wstąpił do PPS (wcześniej krótko sympatyzował z endecją) i poznał Józefa Piłsudskiego. Kilka lat spędził w Londynie, wydając socjalistyczne pismo „Przedświt”. Po powrocie do Galicji zajmował się redagowaniem „Robotnika”, publikował też artykuły w czasopiśmie „Witeź”.
Po rozłamie w PPS pozostał wierny ugrupowaniu Józefa Piłsudskiego – PPS Frakcji Rewolucyjnej. Został członkiem Komisji Tymczasowej Skonfederowanych Stronnictw Niepodległościowych i Polskiego Skarbu Wojskowego.
W czasie I wojny światowej działał w Naczelnym Komitecie Narodowym. Był szefem Wydziału Prasowego i członkiem Rady Polskiej Organizacji Narodowej w 1914. Członek kierownictwa Zjednoczenia Stronnictw Niepodległościowych z ramienia Związku Chłopskiego w 1915 roku. Od 1917 należał do Polskiej Organizacji Wojskowej. Był pracownikiem Biura Komisji do Spraw Jeńców Tymczasowej Rady Stanu. W listopadzie 1918 Wasilewski został ministrem spraw zagranicznych w rządzie Jędrzeja Moraczewskiego. Po dymisji rządu wyjechał do Francji, by uczestniczyć w pracach Komitetu Narodowego Polskiego, dokooptowany jako delegat Naczelnika Państwa Józefa Piłsudskiego po przekształceniu KNP w delegację Polski na paryską konferencję pokojową. W latach 1920–1921 poseł RP w Estonii. Brał udział w negocjacjach pokojowych z Rosją sowiecką, kończących wojnę polsko-bolszewicką. Po podpisaniu i ratyfikacji traktatu ryskiego przewodniczył polskiej delegacji w Mieszanej Komisji Granicznej (Смешанная Пограничная Комиссия) (1921–1922).
W II Rzeczypospolitej zajmował się pracą naukową – w 1924 mianowano go prezesem Instytutu Badania Najnowszej Historii Polski, pięć lat później założył pismo „Niepodległość”, wydawał pisma i korespondencje marszałka Piłsudskiego, a na początku lat trzydziestych został szefem Instytutu Badań Spraw Narodowościowych. Do końca życia działał w PPS, w 1931 został wiceprezesem jej Rady Naczelnej.
Wasilewski był w okresie wojny polsko-bolszewickiej zdecydowanym zwolennikiem budowy federacji Polski, Litwy i Białorusi i sojuszu z niepodległą Ukrainą. Po traktacie ryskim sprzeciwiał się idei polonizacji Białorusinów i Ukraińców, domagając się prowadzenia wobec nich polityki asymilacji państwowej. Działacz ruchu prometejskiego.
Zmarł 10 grudnia 1936. Został pochowany na cmentarzu Powązkowskim w Warszawie (kwatera 125-3-31).

## Książki i publikacje
- Litwa i jej ludy, Warszawa 1907
- Karyera Janka: powieść z życia P.P.S-owców, 1908[17]
- Ukraina i sprawa ukraińska Kraków 1911
- Litwa i Białoruś 1912
- Kresy Wschodnie – Litwa i Białoruś. Podlasie i Chełmszczyzna. Galicya Wschodnia. Ukraina 1917
- Dzieje męczeńskie Podlasia i Chełmszczyzny 1918
- O wschodnią granicę państwa polskiego Warszawa 1918
- Finlandja 1925
- Zarys dziejów PPS 1925
- Bolesław Limanowski, Warszawa 1934
- Kwestia ukraińska jako zagadnienie międzynarodowe Warszawa 1934
- Józef Piłsudski, jakim go znałem Warszawa 1935 (wznowione przez Muzeum Historii Polski w 2013 i udostępnione w repozytorium NGOteki: Piłsudski, jakim go znałem)
- Drogi porozumienia. Wybór pism, Warszawa 2001

## Ordery i odznaczenia
- Krzyż Komandorski z Gwiazdą Orderu Odrodzenia Polski (7 listopada 1925)[18][19]
- Krzyż Komandorski Orderu Odrodzenia Polski (2 maja 1922)[20][21]
- Krzyż Wolności I klasy, kategoria cywilna (Estonia, 17 czerwca 1925)[19][22]